# Olivia Hack
Olivia Hack, född 16 juni 1983 i Beverly Hills, Kalifornien, är en amerikansk röstskådespelare och skådespelare. Hon har bland annat gjort rösten till Cloe i Bratz och till Rhonda Wellington Lloyd i Hey Arnold!.
Hon har även gjort rösten för Ty_Lee i Avatar:_The_Last_Airbender

## Fotnoter
1. ↑  Deutsche Synchronkartei, Deutsche Synchronkartei skådespelar-ID: 7935, läst: 4 april 2022.[källa från Wikidata]